# Tịnh Lực
Tịnh Lực (ur. 1112, zm. 1175) – wietnamski mistrz thiền ze szkoły vô ngôn thông.

## Życiorys
Pochodził z Cát Lăng w Vũ Bình, obecnie w prowincji Hưng Yên. Jego nazwiskiem było Ngô a imieniem - Trạm.
Już jako młody człowiek był inteligentny i dobrze wykształcony w trzech umiejętnościach: literaturze, sztuce i kaligrafii. Podczas podróży związanych z nauką spotkał mistrza thiền Đạo Huệ z góry Tiên Du. Mistrz zaszczepił w nim pragnienie osiągnięcia stanu Buddy. Ubierał się prosto i jadł dzikie owoce. Uprawiał zarówno zasługi jak i mądrość.
Po pewnym czasie Cát Lăng zamieszkał w Tỉnh Cương w górach w Vũ Ninh, gdzie wybudował sobie chatkę ze słomy. W miarę przybywania uczniów świątynię nazwano Việt Vương Trì. Tam też osiągnął głębokie "samadhi kontemplacji Buddy".
Pewnego dnia w drugim roku okresu Thiên Cảm, czyli w 1175 r., mistrz poczuł się chory. Powiedział wtedy swoim uczniom:
"Wszyscy z was, którzy studiujecie Dharmę powinniście gorliwie składać dary i wspierać Buddę. Powinniście dążyć wyłącznie do zniszczenia złej karmy. Kontemplujcie waszymi umysłami, recytujcie waszymi ustami, twórzcie wiarę, dążcie aby zrozumieć, słuchać i pojmować. Zawsze bądźcie spokojni i wybierajcie ciche miejsce na zamieszkanie. Przyciągajcie blisko dobrych duchowych towarzyszy. Wasze słowa powinny być harmonijne i przyjemne: wasza mowa musi być w odpowiednim czasie. Nie trzymajcie strachu w waszych umysłach. Urzeczywistnijcie prawdziwe znaczenie i unikajcie ignorancji i ułudy. Mieszkając w spokoju obserwujcie, że wszystkie zjawiska są nietrwałe i bez swojego ja, bez początku i niestworzone. Bądźcie zawsze wolni od rozróżniania. Takie jest nastawienie uczniów Dharmy. Teraz moja misja się kończy."
Następnie powiedział wiersz:
| Chociaż powiedziano aby najpierw mieć szczęście, później powiedziano aby być złym, Dlatego my już dłużej nie wyznajemy taboo, które odziedziczyliśmy. Ponieważ, kiedy widzisz smoka, stajesz się buddystą, Nagle widzisz pojawiającego się szczura, ale spokój jest nieskończony. |

Po tych słowach zmarł siedząc prosto.

## Linia przekazu Dharmy zen
Pierwsza liczba oznacza liczbę pokoleń mistrzów od 1 Patriarchy indyjskiego Mahakaśjapy.
Druga liczba oznacza liczbę pokoleń od 28/1 Bodhidharmy, 28 Patriarchy Indii i 1 Patriarchy Chin.
Trzecia liczba oznacza początek nowej linii przekazu w danym kraju.
- 33/6. Huineng (638-713)
  - 34/7. Nanyue Huairang (677-744) szkoła hongzhou
    - 35/8. Mazu Daoyi (707-788)

  - 36/9. Baizhang Huaihai (720-814)
    - 37/10/1. Vô Ngôn Thông (759-826) Wietnam - szkoła vô ngôn thông
      - 38/11/2. Cảm Thành (zm. 860)
        - 39/12/3. Thiện Hội (zm. 900)
          - 40/13/4. Vân Phong (zm. 956)
            - 41/14/5. Khuông Việt (933-1011)
              - 42/15/6. Đa Bảo (zm. po 1028)
                - 43/16/7. Định Hương (zm. 1051)
                  - 44/17/8. Viên Chiếu (999-1090)
                    - 45/18/9. Thông Biện (zm. 1134)
                      - 46/19/10. Biện Tâi (bd)
                      - 46/19/10. Đạo Huệ (zm. 1173)
                        - 47/20/11. Tịnh Lực (1112–1175)
                        - 47/20/11. Trí Bảo (zm. 1190)
                        - 47/20/11. Trường Nguyên (1110–1165)
                        - 47/20/11. Minh Trí (zm. 1196)
                          - 48/21/12. Quảng Nghiêm (1122–1190
                            - 49/22/13. Thường Chiếu (zm. 1203)
                              - 50/23/14. Thông Thiền (zm. 1228) laik
                                - 51/24/15. Tức Lự (bd)
                                  - 52/25/16. Ứng Vương (bd) laik

                              - 50/23/14. Thần Nghi (zm. 1216)
                                - 51/24/15.. Ẩn Không (bd)

                        - 47/20/11. Tín Học (zm. 1190)
                        - 47/20/11. Tịnh Không (1091–1170)
                        - 47/20/11. Dại Xả (1120–1180)

                  - 44/17/8. Cứu Chỉ
                  - 44/17/8. Bảo Tính (zm. 1034)
                  - 44/17/8. Minh Tâm (zm. 1034)

                - 43/16/7. Thiền Lão
                  - 44/17/8. Quảng Trí
                    - 45/18/9. Mãn Giác (1052–1096)
                      - 46/19/10. Bổn Tịnh (1100–1176)

                    - 45/18/9. Ngộ Ấn (1020–1088)